# マリオンクレープ
マリオンクレープ（Marion Crepes）は、原宿・竹下通りほか全国に店舗を展開するクレープ店。東京都渋谷区に本社を置く株式会社マリオンが運営している。

## 概要
1976年、岸伊和男が渋谷区で創業。岸は大学卒業後フランスに渡り通訳として働いた後、1975年に帰国。仕事を探す中、パリで食べたクレープを国内で販売することを思い立ち、知人から紹介を受けたマキシム出身の料理人とともに渡仏。クレープ発祥の地、ブルターニュで2週間クレープ作りを学んだ。
日本に戻ると、仲間内でお金を出し合い事業を開始した。1976年春頃、当時キヨスクなどを運営していた鉄道弘済会に話を持ち掛け、駅での販売を試みたが同会は協力に難色を示した。そこでコストの掛からない販売方法を考え、同年9月、渋谷・公園通りの百貨店駐車場の一角でワゴン販売を開始した。クレープ自体の珍しさや幌馬車を模した外観が奏功し同店には行列ができ、初期費用を1か月で回収する程の人気店となった。クレープは、生地にジャムやカスタードを塗り、リキュールを加えたフランス風で、現地では持ち歩き用に新聞紙に包んでいた代わりに専用の紙で包み販売した。
軽井沢やお茶の水にも店を開いたほか、1977年9月には原宿・竹下通りに約1坪の店舗を出店。同時に、生クリームやアイスクリームの入ったクレープを食べたいという要望に応え、若者向けのメニューを新たに開発。温かい生地で包んでも溶けにくくするため冷凍のホイップクリームを使用した。バナナやイチゴに生クリームを組み合わせたクレープは発売するとすぐに人気となり、原宿店のクレープの売れ行きは多いときで1日に3000枚に上った。1980年代には直営10店舗となった。1981年、宮下産業株式会社と共同出資し「ファスト・インターナショナル株式会社」を設立。マリオンクレープとクロワッサン店「クロワッサンタイム」を展開した。1983年、新潟交通がフランチャイジーとなりマリオンクレープのFC1号店「新潟万代シテイ店」が開店。大手製粉会社と業務提携を結び、小麦粉や卵などが予め配合されたミックス粉の開発が実現したことから、FC展開が可能となった。都内を中心に出店し、1995年には20店舗を展開。1998年4月、タイトーがフランチャイジーとなり「タイトーステーション新宿店」内に出店。その後、首都圏などへの出店を進め、2014年時点で国内約80店舗(うちFC店49店舗)、海外6店舗を展開。2022年現在は国内約80店舗、海外1店舗を展開している。
2012年11月16日には新宿区にオープンカフェ店舗を出店。国の規制緩和で設置が許可された全国初の公道上に常設された店舗である。2005年9月から、区と商店街振興組合が歩道上の放置自転車対策として社会実験を開始。2011年の都市再生特別措置法と道路法施行令の改正により、対象区域を特例道路占用区域に指定することで道路上の食事・購買施設の占用が許可されるようになったため、2012年から本格実施となった。

## 沿革
- 1976年9月、渋谷・公園通りに出店。
- 1976年10月、「株式会社マリオン」を設立。
- 1977年9月、原宿・竹下通りに出店[4]。
- 1983年、新潟市・万代シテイに出店(FC1号店)[5]。
- 2012年11月、新宿区にオープンカフェを出店[14]。

## 商品

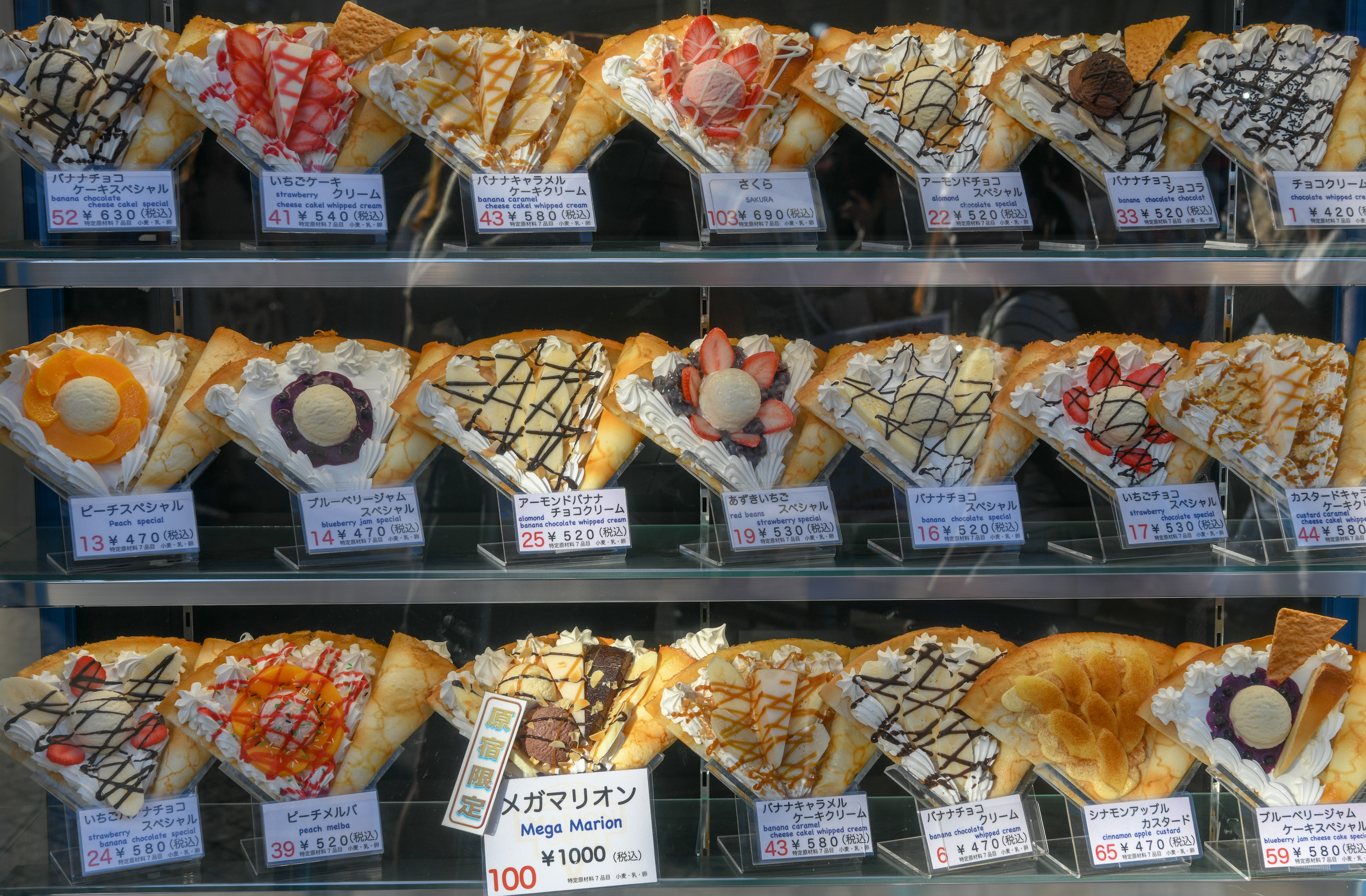
店頭のメニューサンプル

ホイップクリームやアイスクリーム、チーズケーキに果物を合わせたクレープのほか、鶏肉やツナ、ハムなどを入れた「スナッククレープ」があり、店舗規模に応じて約40～80種類のメニューを揃えている。生地は200℃の高温で焼き上げる焼き目の付いたクリスピーな食感が特徴。人気上位は「バナナチョコ生クリーム」、「イチゴチョコ」、「カスタードチョコ」。中でも一番人気の「バナナチョコ生クリーム」は売上の約10%を占める。クレープと併せてドリンクやソフトクリームも提供している。また、期間限定で各社キャラクターとのコラボ商品を発売している。

## 店舗
全国に約80店舗を展開。関東に7割近くを有し、特に都内に3割の店舗がある。主な客層は10代～20代前半。若者が集まる繁華街や観光地、商業施設・遊園地内(浅草花やしき、よみうりランドなど)に出店している。出店形態はキオスク型(独立店舗)、インショップ型、イートイン型などがある。スキー場やプールなど季節限定の出店や、キッチンカーでの出店もある。小面積、少資金で開業が可能だが安定的な集客には立地が重要との考えで、無用な出店や閉店を避けるため立地選定には慎重を期している。運営面ではアルバイトの定着率が高いことが特徴。海外にも進出しかつては韓国や中国、ハワイ、カリフォルニアなどに店舗があったが、2022年現在はマレーシアの1店舗のみ。
なお大都市圏では福岡県だけが未出店である。(かつては北九州市に店舗があったが閉鎖された。もっとも、九州地方は鹿児島県しか出店していない。)
系列会社「株式会社らぶれ」ではアイスクリーム店「サン・マンデ」も手掛けていた。

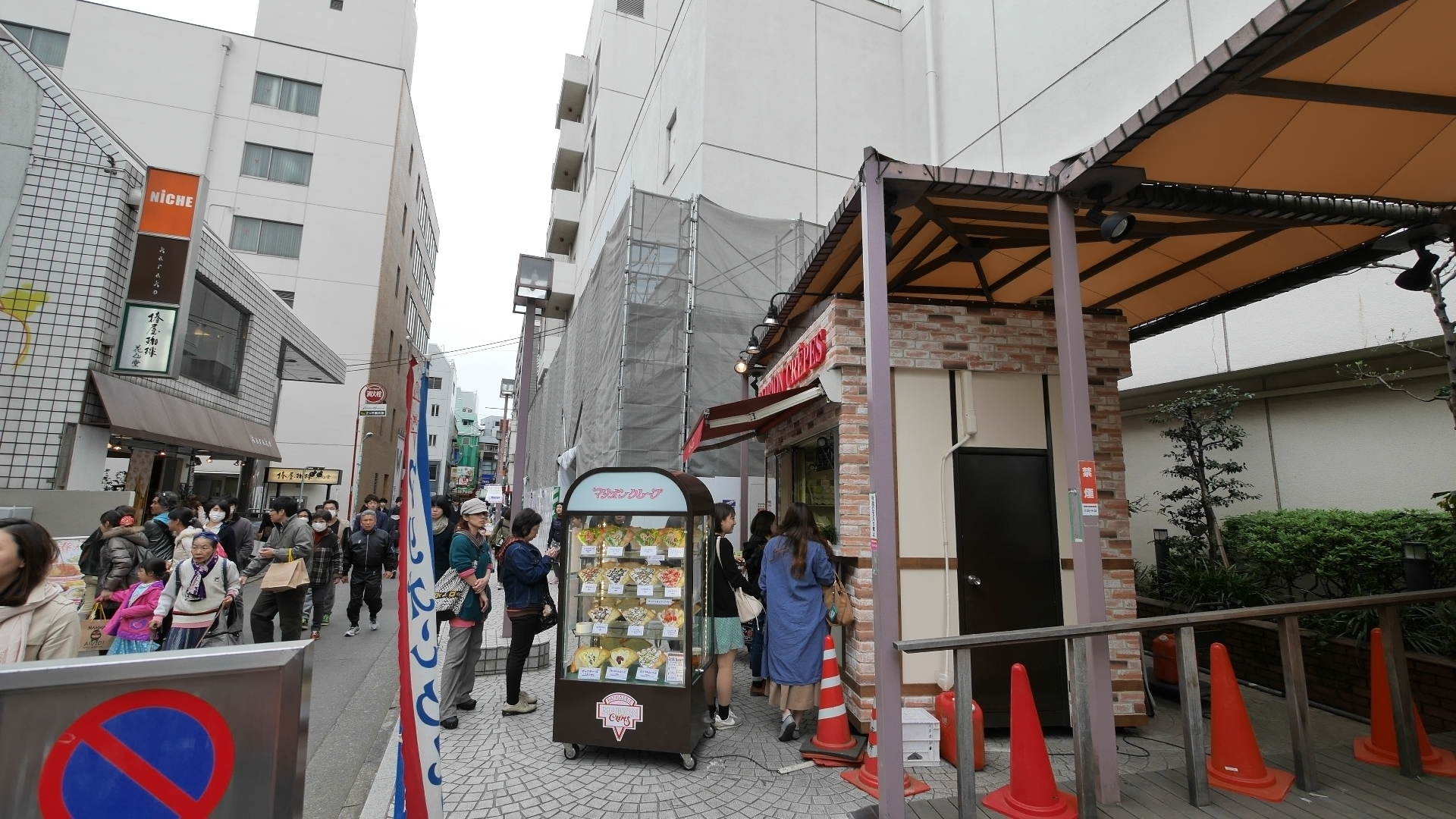
吉祥寺丸井店
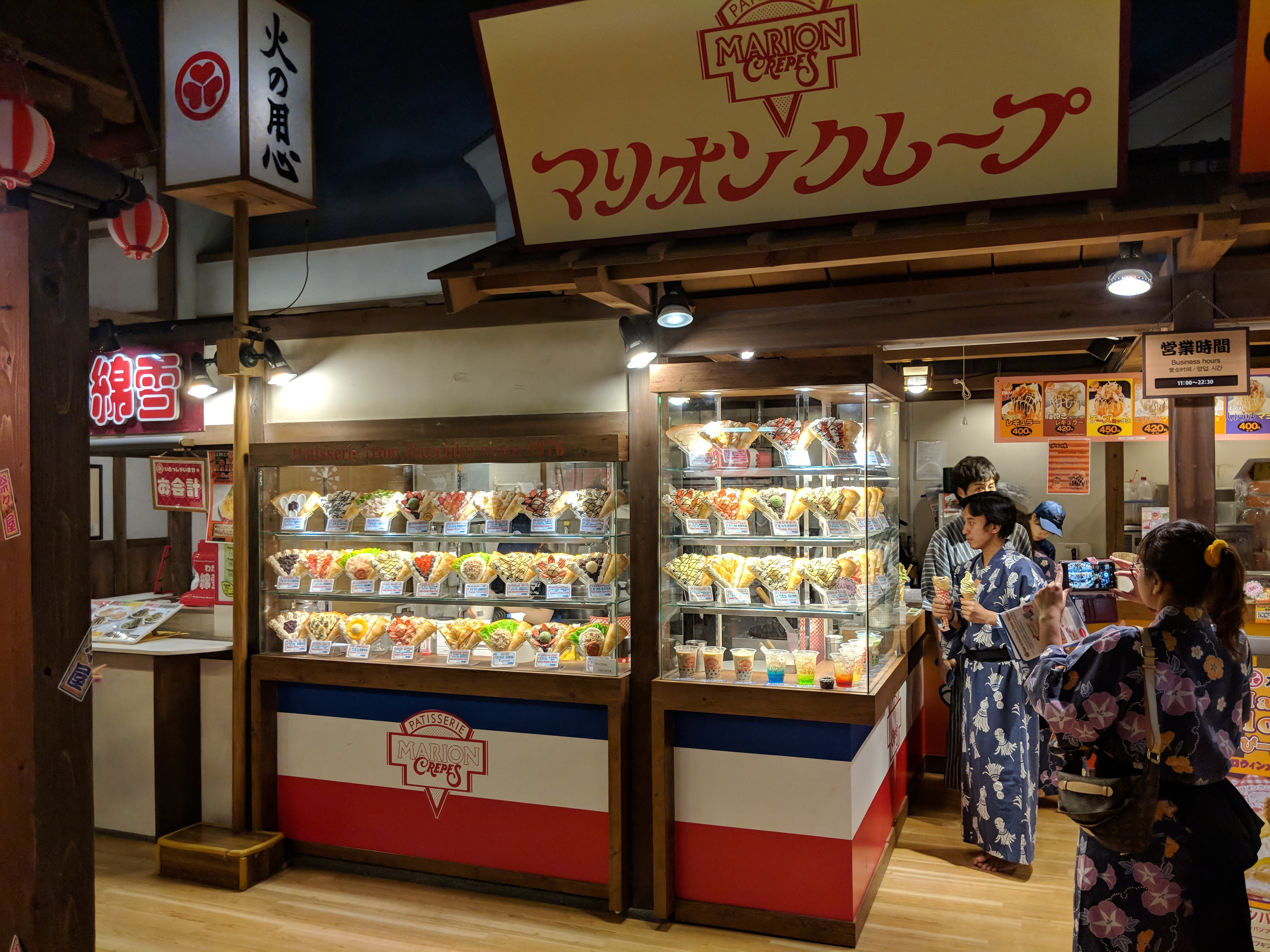
お台場大江戸温泉店
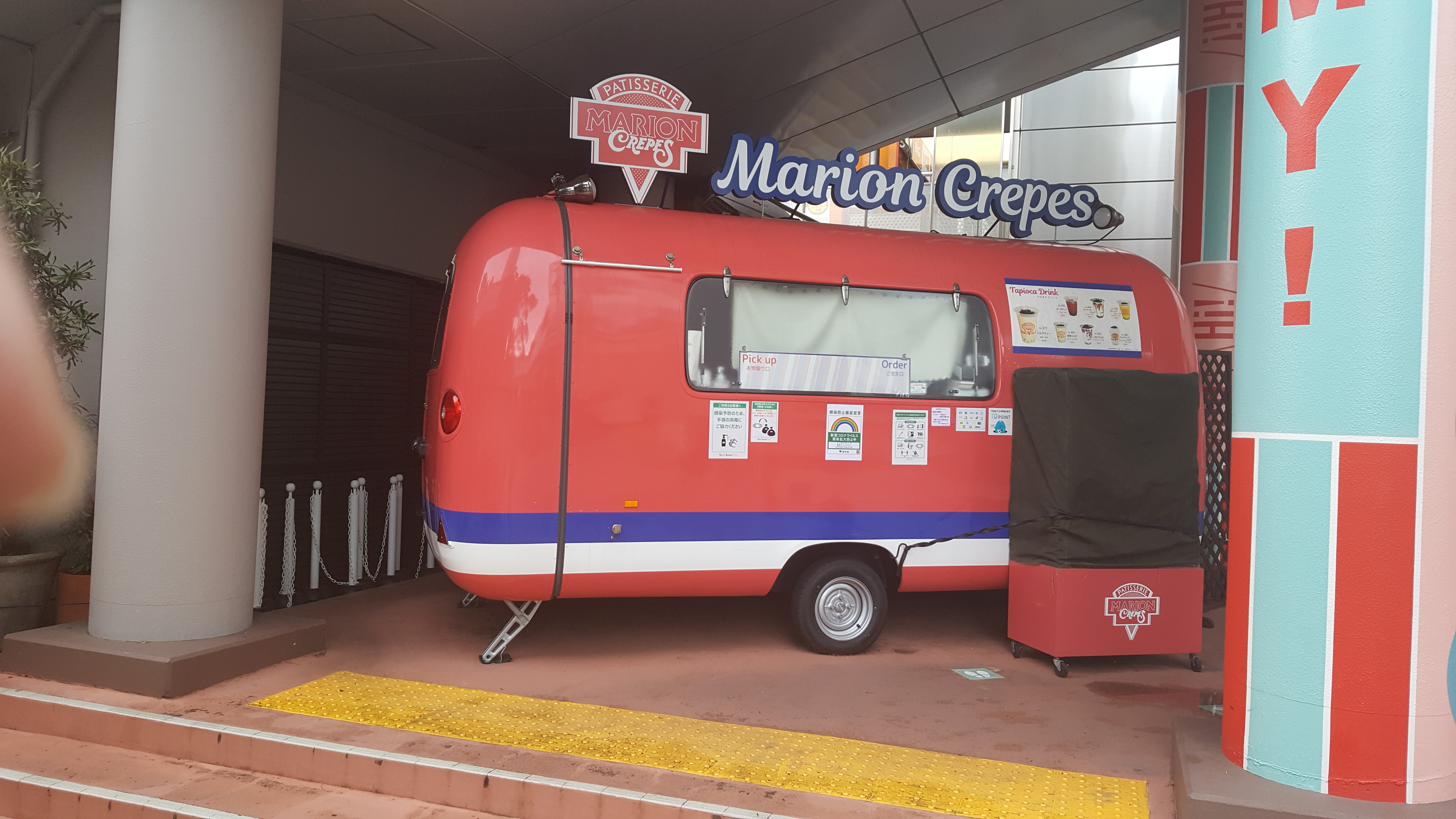
東京ドーム Hi! EVERYVALLEY店